# Geerbtes Glück
Geerbtes Glück ist ein deutscher Fernsehfilm von Heidi Kranz aus dem Jahr 2004. Jennifer Nitsch und Francis Fulton-Smith sind in den Hauptrollen besetzt.

## Handlung
Die Hamburger Landschaftsarchitektin Ulrike Bongart muss wegen eines Todesfalles in die Nähe von Barcelona. Hier soll sie das familiäre Weingut übernehmen. Schon bald lernt sie den charmanten katalanischen Geschäftsmann Pablo Braso kennen. Doch sie muss zurück nach Deutschland, denn hier wartet ihre dreizehnjährige Tochter Saskia und ihr Freund Arno. Doch Pablo reist ihr nach Hamburg nach und umgarnt sie derart, dass sie seinem Charme nicht widerstehen kann und die Nacht mit ihm verbringt. Arno bleibt dies nicht verborgen und sie beenden ihre Beziehung, wodurch sie gleichzeitig ihren Job verliert. So beschließt sie mit ihrer Tochter nach Spanien zu gehen und ihr Erbe anzutreten und sich eine neue Existenz aufzubauen. Saskia ist allerdings nicht begeistert, was sich aber schnell ändert, als ihr Pablo seine Pferde zeigt. So kann sie gar nicht genug davon bekommen, begeistert durch die spanische Landschaft zu reiten. Nachdem sie dann auch noch Juan kennenlernt, will sie gern in Spanien bleiben. Allerdings läuft es für Ulrike geschäftlich nicht so gut. Der Verkauf des Weins ist schleppend und auch einige der Weinstöcke scheinen krank zu sein. Privat kommen auch die ersten Probleme, den Pablos Exfreundin taucht auf und macht seltsame Andeutungen. Ulrike befürchtet, dass Pablo ein falsches Spiel treibt und womöglich nur an ihrem geerbten Weingut Interesse hat. Unerwartet taucht Arno bei Ulrike auf und bringt ihr Beweise dafür, dass Pablos Familie ein großes Projekt plant, zu welchem sie unbedingt Ulrikes Grundstück brauchen. So ist sie fest entschlossen sofort abzureisen und mit Arno nach Deutschland zurückzukehren. Sie ahnt nicht, dass sich Pablo gerade von seinem Vater und dessen Vorhaben losgesagt hat. Froh gelaunt will er mit weißen Rosen zu Ulrike, doch sie ist schon auf dem Weg zum Flughafen. Auf der Fahrt dorthin hat er einen Autounfall und so lässt Ulrike dann doch Arno und den Flieger ziehen und bleibt in Spanien. Gemeinsam mit Pablo plant sie eine neue Zukunft und sie heiraten sogar.

## Produktionsnotizen
Die Dreharbeiten für Geerbtes Glück fanden unter dem Arbeitstitel Das Erbe im Sommer 2003 in Barcelona und den Weingärten von Vilafranca del Penedès statt. Für die Produktion zeichnete die Arena Aktuell Film und TV unter Federführung von Produzentin Danela Pietrek verantwortlich.
Die Erstausstrahlung erfolgte am 2. April 2004 zur Hauptsendezeit auf Das Erste.

## Kritiken
Der Deutsche Filmdienst schrieb: „Klischee- und wendungsreiches (Fernseh-)Liebesdrama, das die berühmten "wahren Werte" beschwört, die trefflich und sorgenfrei unter südlicher Sonne zu genießen sind.“ Auch die Kritiker der Fernsehzeitschrift TV Spielfilm urteilten nur: „Spanische Sonne, deutscher Kitsch“. Prisma.de meinte, dass man „Jennifer Nitsch, die am 13. Juni 2004 unter nie geklärten Umständen aus ihren Münchener Wohnung aus dem vierten Stock in Tod stürzte,[…] ein besseres Drehbuch gewünscht [hätte], denn dieses schmalzig-kitschige wie holzschnittartige Liebesdrama […] bleibt immer vorhersehbar und steif. Da nützt auch das gute Spiel von Jennifer Nitsch nicht viel.“